# Hans Hertz
Hans Martin Hertz, född 22 augusti 1955 i Lund, är en svensk fysiker.
Hans Hertz blev civilingenjör i teknisk fysik vid Lunds tekniska högskola 1981 och disputerade 1988 i atomfysik vid Lunds universitet. Han tillbringade därefter ett år vid Stanford University och återkom sedan till Lund där han startade en forskargrupp inriktad på biologiska tillämpningar av mjukröntgenmikroskopi. 1997 utsågs han till professor i biomedicinsk fysik vid Kungliga Tekniska högskolan där han fortsatt med samma forskningsinriktning.
Hans Hertz invaldes 2007 som ledamot av Kungliga Vetenskapsakademien och 2008 som ledamot av Ingenjörsvetenskapsakademien.
Hans Hertz är son till Hellmuth Hertz och Birgit Nordbring-Hertz, och sonson till Gustav Hertz.